# Anna Martin (Bankierin)

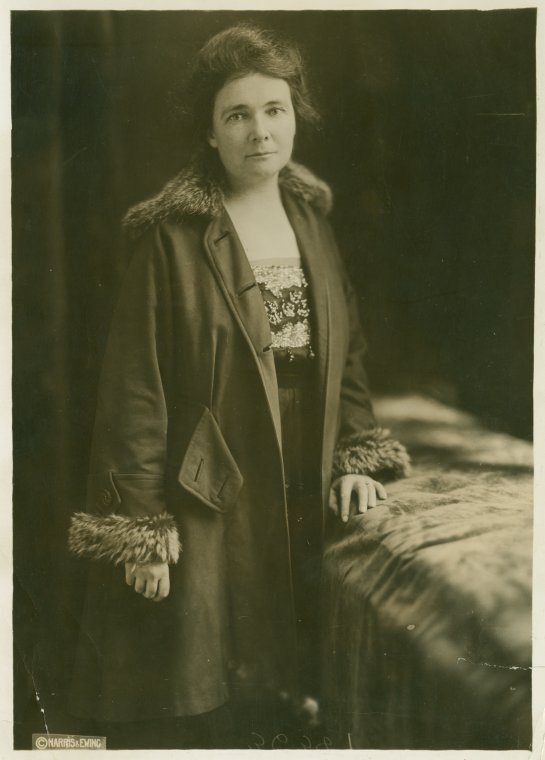
Anna Martin

Anna Martin (* 10. Dezember 1843 in Deutschland; † 10. Juli 1925 in den USA) war eine deutschamerikanische Bankerin und erste Bankpräsidentin Amerikas.

## Leben
Aufgewachsen im Rheinland nahe Köln wanderte die Tochter von Alwin und Henrietta Mebus gemeinsam mit ihrer Mutter 1858 im Alter von 15 Jahren über Bremen in die USA nach Galveston in Texas aus und ließ sich in Hedwig’s Hill nieder. Kurz zuvor war das in Solingen befindliche väterliche Geschäft in Konkurs gegangen. Sie folgten dabei dem bereits 1844 nach Amerika ausgewanderten Bruder ihrer Mutter, dem Erndtebrücker Ludwig (Louis) Martin. Bereits im Jahr nach ihrer Ankunft heiratete sie ihren Vetter Karl (Charles) Martin (1828–1879), als Kaufmann Inhaber eines kleinen Ladens. Sie war Mutter der beiden Söhne Charles (1861–1940) und Max (1863–1941), die 1879, dem Jahr des Todes ihres Ehemannes 16 bzw. 18 Jahre alt waren.
Im Zeitpunkt ihrer Ankunft in Amerika lediglich deutsch und französisch sprechend, jedoch nicht des Englischen mächtig und nur über weniger als 150 Dollar verfügend, musste sie auch nach dem Tod ihres Ehemannes mit zunächst spärlichen finanziellen Mitteln auskommen. Gezwungenermaßen übernahm sie die Ernährerrolle der Familie und lieh sich zur Fortführung des mit Stoff-, Textilien- und Wollhandel betriebenen Geschäfts ihres Mannes 150 Dollar. In der Folgezeit erwirtschaftete sie, auch durch den Direktbezug der Waren bei Schäfern und Farmern, bedeutenden Wohlstand und stieg zu einer der wohlhabendsten Personen in Mason County auf. Zu ihren Besitzungen zählten fortan Ländereien zwischen Gillespie County und Llano River.
Am 1. Juli 1901 traf sie dann eine Entscheidung, die sie zu einer bedeutenden Persönlichkeit der amerikanischen Zeitgeschichte werden lassen sollte. Anstelle des bis dahin betrieben Handels stieg sie von nun an ins Bankgeschäft ein. Sie gründete mit 3000 Dollar Kapitaleinlage die Commercial Bank of Mason und erschuf, unterstützt von ihren Söhnen, ein Finanzimperium in Texas. Über einen Zeitraum von 24 Jahren war sie Präsidentin der Commercial Bank of Mason im texanischen Mason und wurde dadurch zur ersten Bankpräsidentin in der amerikanischen Geschichte.
Nach ihrem Tod fand sie in Hedwig’s Hill auf dem dortigen Familienfriedhof ihre letzte Ruhestätte. Während die Bank bis 1958 in Familienbesitz blieb, existiert die Familienranch Martins auch heute (Stand: Januar 2012) noch als Ziel amerikanischer Ausflügler und Urlauber und wird von ihrem Nachfahren, dem Ur-Ur-Ur-Enkel Homer Martin unterhalten.